# Volto Santo di Manoppello

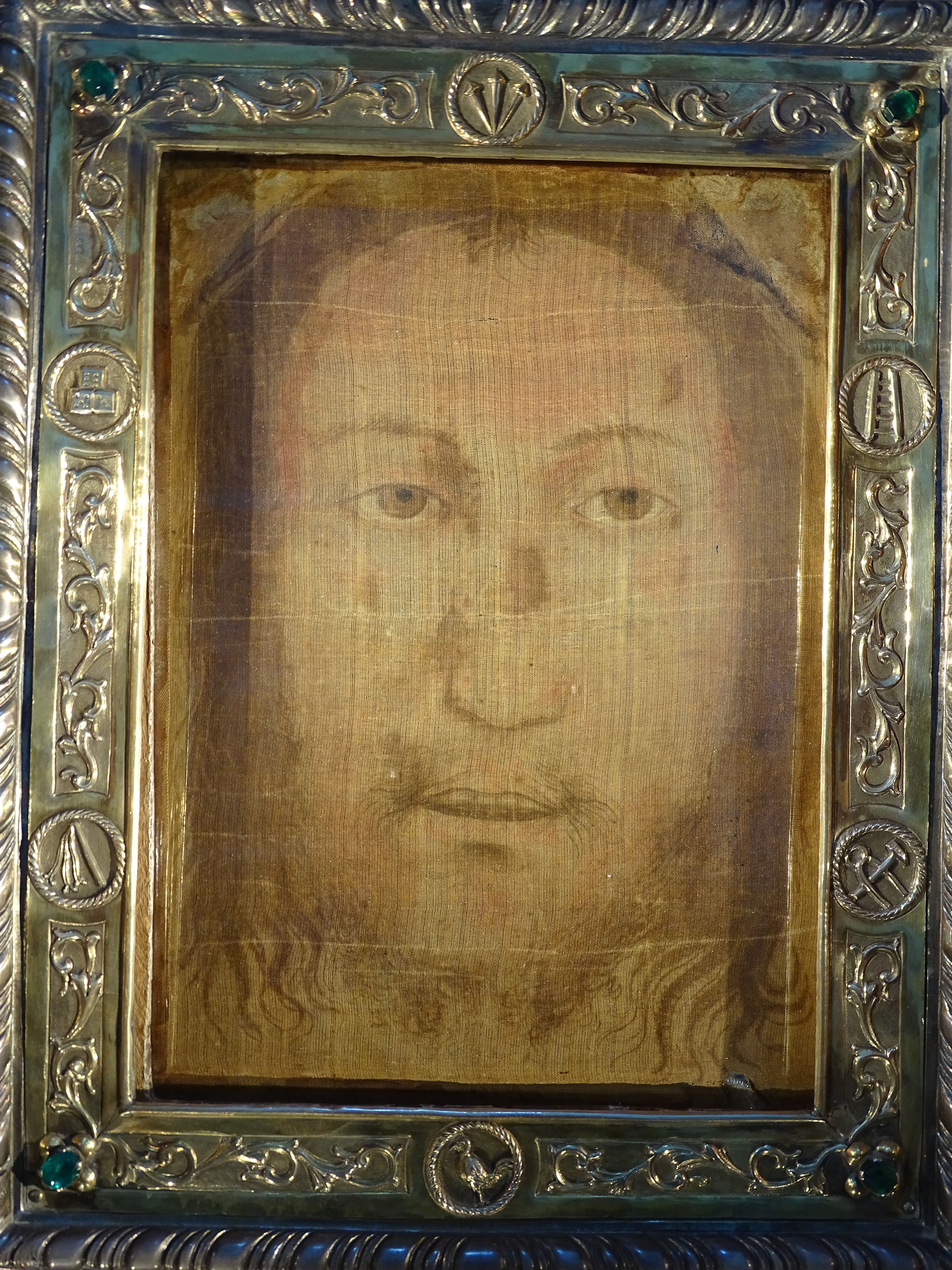
Volto Santo di Manoppello, l'immagine ingrandita consente di osservare la trama del tessuto.

Il Volto Santo è una raffigurazione del volto di Gesù  conservata a Manoppello, nella basilica del Volto Santo.

## Descrizione
Si tratta di un velo tenue che ritrae l'immagine di un volto, un viso maschile con i capelli lunghi e la barba divisa a bande, da alcuni ritenuto essere corrispondente al volto fisico di Gesù. 
I fili orizzontali del telo sono ondeggianti e di semplice struttura; l'ordito e la trama, visibili ad occhio nudo, si intrecciano a formare una normale tessitura. Le misure del panno sono 17 x 24 centimetri.

## Storia

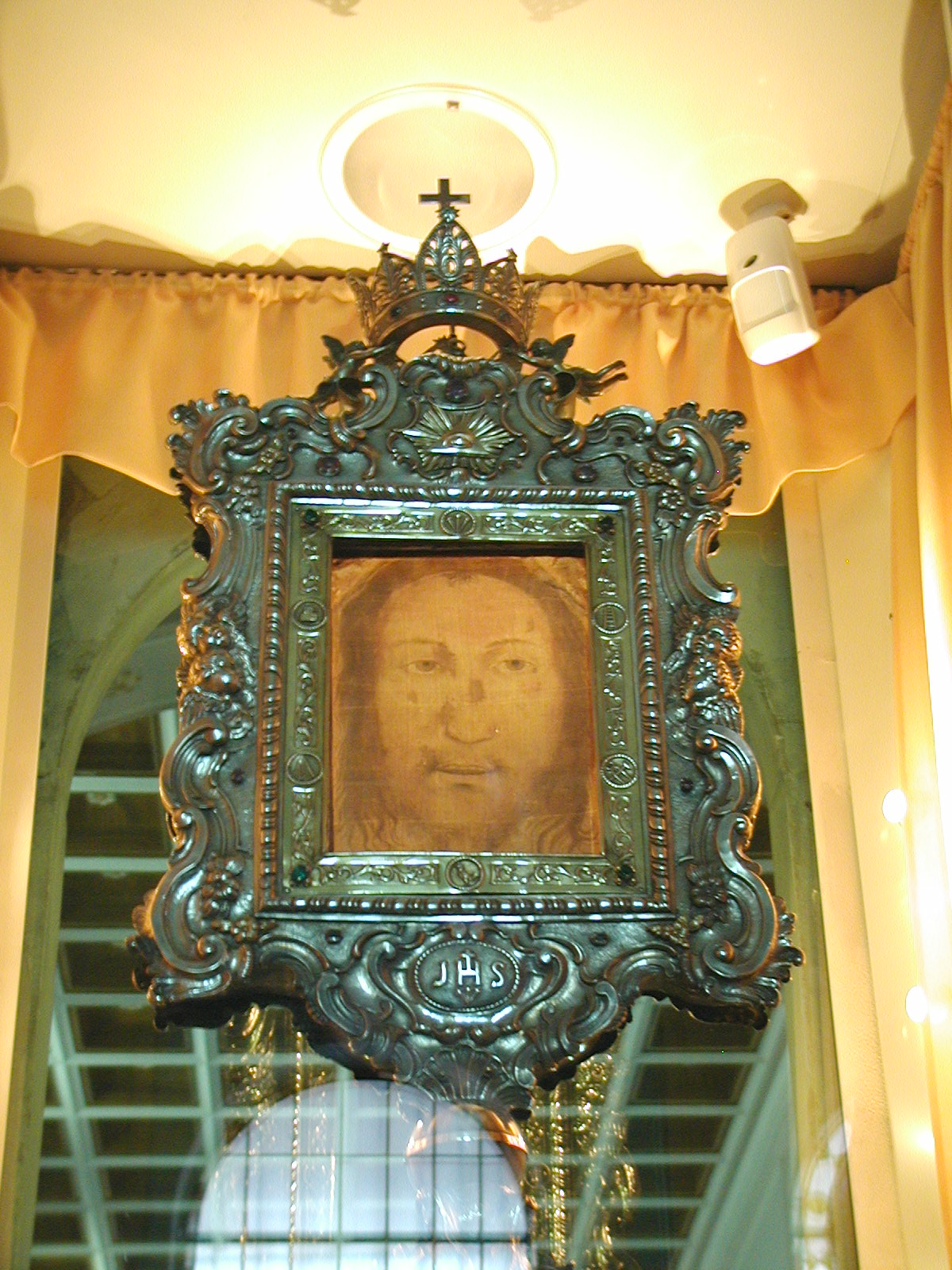
Il Volto Santo di Manoppello nella sua teca

Questa reliquia di origine ignota giunse a Manoppello nel 1506, portata da uno sconosciuto pellegrino, scomparso senza lasciare traccia subito dopo aver consegnato il Velo al medico Giacomo Antonio Leonelli.
Un racconto, in parte leggendario, di padre Donato di Bomba, la Relatione Historica, confermato da un atto notarile del 1646, per la donazione del Velo ai padri cappuccini da parte del dottor Antonio de Fabritiis, narra che il Velo nel 1506 fu lasciato in dono da uno sconosciuto al dottor Giacomo Antonio Leonelli, e che la sua famiglia lo conservò fintanto che Marzia Leonelli lo vendette a Donato Antonio de Fabritiis. Il nuovo proprietario pensò subito a dare una sistemazione più conveniente al Velo, ridotto ormai in cattive condizioni, pregò perciò il padre Clemente da Castelvecchio di affidare all'arte di frate Remigio da Rapino la sistemazione del Velo. Esso lavorò la cornice di noce e preparò i due vetri che ancora oggi racchiudono l'immagine. Padre Clemente avrebbe però eliminato, intorno al Volto, tutto il resto della tela che aveva la proporzione di una tovaglia, che avrebbe potuto costituire un indizio per stabilire la località di origine. Una volta risolto il problema della conservazione, De Fabritiis si recò nel 1638 dai padri cappuccini che inserirono la reliquia nella loro chiesa. Nel 1703 la festa della Trasfigurazione del Signore incominciò a essere la festa propria del Volto Santo.
È tuttora conservata nel paese abruzzese, nell'omonimo Santuario.
Il 1º settembre 2006, papa Benedetto XVI si è recato in visita privata a Manoppello, accolto dall'arcivescovo di Chieti-Vasto Bruno Forte e dai vescovi della Regione ecclesiastica Abruzzo-Molise, dai sacerdoti della diocesi teatina e da 7000 fedeli; ha fatto visita al santuario per venerare la reliquia, senza peraltro pronunciarsi sul fatto che il Volto possa essere o meno un'immagine acheropita e che possa essere identificata con l'immagine rimasta impressa sul sudario con cui la Veronica asciugò il viso di Gesù. Dopo tale visita papa Benedetto XVI ha elevato il santuario a Basilica minore.

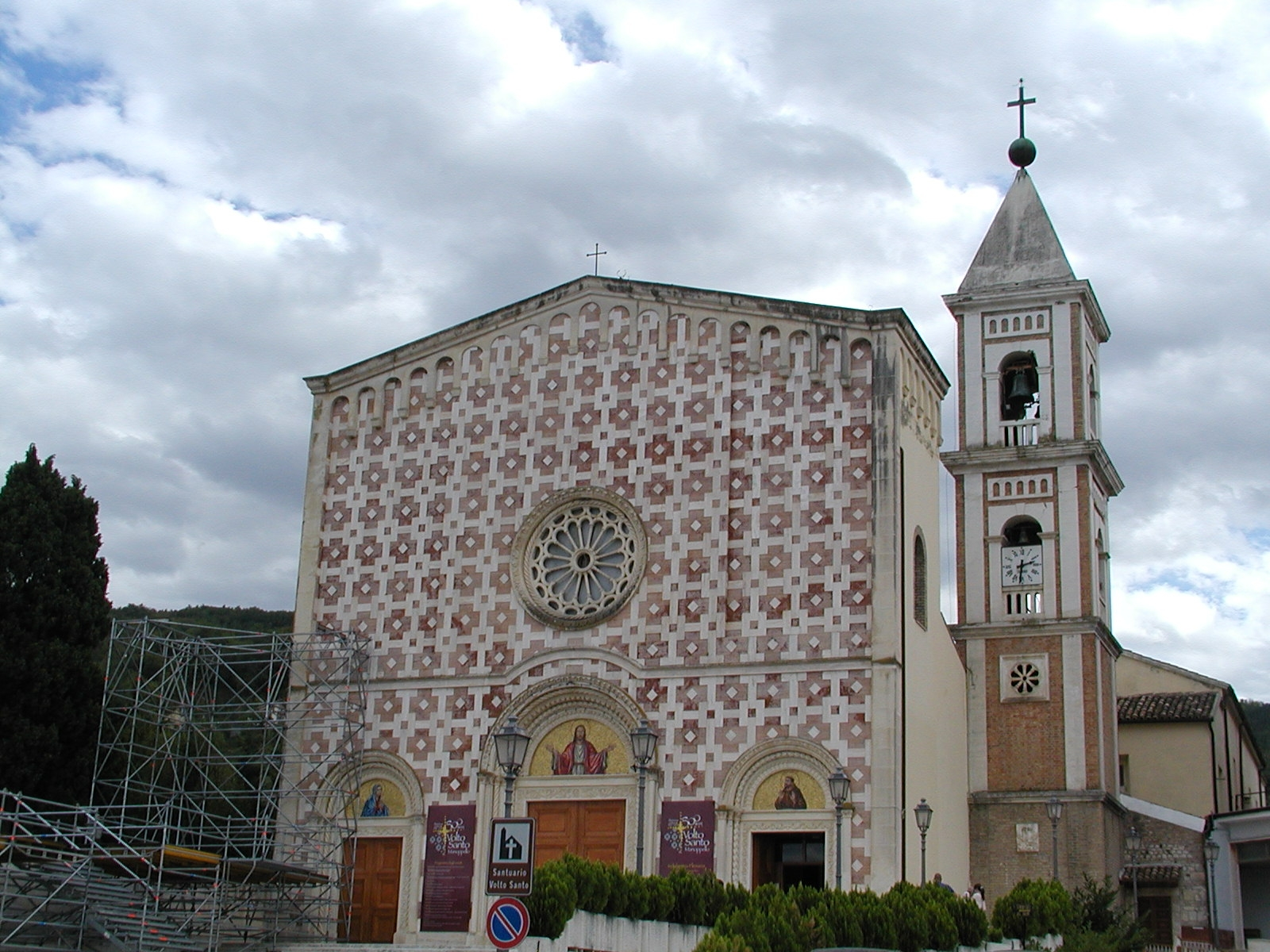
La basilica santuario del Volto Santo

## Possibilità di identificazione con ilVelo della Veronica
Il Velo della Veronica era esposto nell'antica basilica di San Pietro in Vaticano già nell'Anno Santo del 1300, tanto che lo stesso Dante ne parla nel canto XXXI del Paradiso (vv. 103-111) e Petrarca in "Movesi il vecchierel..." (sonetto XVI del Canzoniere): ivi si trovava in una cappella, abbattuta nel 1608, circostanza in cui fu rubata rompendo il vetro del reliquiario.
Il gesuita Heinrich Pfeiffer, docente di Iconologia e Storia dell'Arte Cristiana alla Pontificia Università Gregoriana, dopo 13 anni di studi è convinto si tratti del sudario poggiato sul volto di Cristo dopo essere stato posto nel sepolcro, mentre Fanti e Jaworski fanno notare delle interessanti analogie con la sindone di Torino, sebbene con diversa forma e dimensioni.
Inoltre, padre Pfeiffer ha indagato sistematicamente le opere artistiche che ritraggono il volto di Gesù secondo il Velo prima del divieto in tal senso imposto da papa Paolo V nel 1616: in questo modo ha scoperto che diversi dettagli sono riscontrabili nel volto che si trova a Manoppello.
Tale ipotesi però contrasta con le testimonianze che vogliono il tessuto a Manoppello già nel 1506, perché il furto del velo della Veronica è del 1608.
In effetti una copia della "Relatione historica" conservata all'Aquila riporta un'annotazione secondo la quale. nello stesso anno. il marito di Marzia Leonelli, Pancrazio Petrucci, soldato di ventura, avrebbe trafugato la reliquia dalla casa del suocero. Solo nel 1646 venne letta pubblicamente insieme al documento attestante la donazione e si procedette per la prima volta all'esposizione del Volto Santo. Restano quindi incerte la data e le circostanze in cui la Veronica, sparita da Roma, giunse a Manoppello.

## Studi sul Volto
Dal 2004 si è diffusa la credenza che il velo sia di bisso marino, dopo la sua visione (attraverso il vetro) di Chiara Vigo, una tessitrice di tale materiale. Gli studiosi rimangono alquanto scettici.
L'immagine, secondo una tradizione, sarebbe "acheropita" cioè "non disegnata o dipinta da mano umana" e ha la caratteristica particolare di essere ben visibile da ambedue le parti, come con elaborate tecniche fotografiche di ingrandimento digitale è possibile constatare.
Secondo il professor Donato Vittore dell'Università di Bari, che ha eseguito nel 1997 un esame con i raggi ultravioletti, da questa prova risulta che le fibre del Velo non presentano nessun tipo di colore, il che collima con la tradizione che afferma che questa reliquia non è né dipinta né intessuta con fibre colorate.
Altre analisi, però, hanno dato risultati diversi. Il professor Giulio Fanti, dell'Università di Padova, che ha studiato il velo nel 2001, ha rivelato che «al microscopio ottico appaiono sostanze di apporto colorate in vari particolari anatomici». Fanti resta però incline a credere che l'immagine sia comunque acheropita. Saverio Gaeta, giornalista autore di un libro sul velo, ipotizza che "tracce che sembrerebbero pigmenti o residui di bruciatura" e che si trovano unicamente in piccole aree nella zona delle pupille potrebbero, nel primo caso, essere dovuti a «un ritocco compiuto da qualcuno nel Medioevo per rafforzare l'intensità dello sguardo».
Il fotografo Roberto Falcinelli, in un articolo su Hera (settembre 2005), ha scritto che è "sorprendente come ancora si continui ad affermare e scrivere che sul Velo non ci sia traccia di pigmento quando invece, a una semplice osservazione microscopica, risulta evidente il contrario". Il suo parere, in attesa di analisi chimiche dettagliate, è che si tratti di un'opera pittorica dell'inizio del XVI secolo.

## Il Volto e la Sindone
Il sacerdote Enrico Sammarco e suor Blandina Paschalis Schlömer (monaca trappista che vive da eremita in una casa sulla collina che domina la basilica di Manoppello), hanno effettuato alcune indagini sul telo dalle quali emergerebbe che le dimensioni del volto presente sulla Sindone di Torino sono le stesse del Volto Santo di Manoppello. Risulterebbe inoltre che il volto della Sindone di Torino e quello che appare nel Velo di Manoppello sono sovrapponibili, con l'unica differenza che nella reliquia di Manoppello la bocca e gli occhi sono aperti. Secondo Andrea Nicolotti, professore ordinario di storia del cristianesimo e delle chiese dell’Università di Torino, è inverosimile considerare sovrapponibili le due immagini .

## Il Volto Santo di Manoppello e le origini del Giubileo
Alle origini del Giubileo troviamo il Velo della Veronica. Nel 1208 il Velo fu mostrato ed esposto pubblicamente per la prima volta da papa Innocenzo III, che concesse indulgenze a chiunque vi pregasse davanti. Questa ostensione, che avveniva in una processione tra la basilica di San Pietro e la chiesa di Santo Spirito in Sassia, divenne un evento annuale e in una di tali occasioni, nel 1300, papa Bonifacio VIII fu ispirato a proclamare il primo Giubileo della storia, durante il quale il velo della Veronica fu mostrato pubblicamente e divenne una delle "Mirabilia Urbis”, considerata dai pellegrini che visitavano Roma come la più preziosa di tutte le reliquie cristiane.
Il 16 gennaio 2016 si è tenuta in Vaticano un'importante rievocazione storica della processione del Volto Santo, da San Pietro in Vaticano fino alla chiesa di Santo Spirito in Sassia, dove il prefetto della Casa Pontificia Georg Gänswein ha celebrato una speciale messa per i pellegrini del Volto Santo, giunti da Manoppello con un'immagine della Veronica custodita in un prezioso reliquiario in argento del 1902, guidati da padre Carmine Cucinelli, rettore della basilica del Volto Santo di Manoppello, e accompagnati dal coro della basilica. All'evento hanno partecipato mons. Josef Bart, rettore del Santuario di Santo Spirito in Sassia, lo studioso e scrittore Paul Badde, lo storico e studioso della Veronica padre Pfeiffer, il giornalista Antonio Bini, la comunità dei cittadini di Manoppello e tanti devoti e devote del Volto Santo venuti a Roma per l'occasione.